# Mogiłę pradziada ocal od zapomnienia
Mogiłę pradziada ocal od zapomnienia jest zainicjowaną przez Fundację Studio Wschód w 2010 roku akcją społeczną, której uczestnicy w ramach dorocznych wyjazdów inwentaryzują, porządkują i remontują polskie cmentarze na terenie Ukrainy. Fundacja ma pod opieką 150 nekropolii. Każdego roku w akcję angażuje się 1-1,2 tys. wolontariuszy, głównie młodzieży.